# Johannes Sobotta

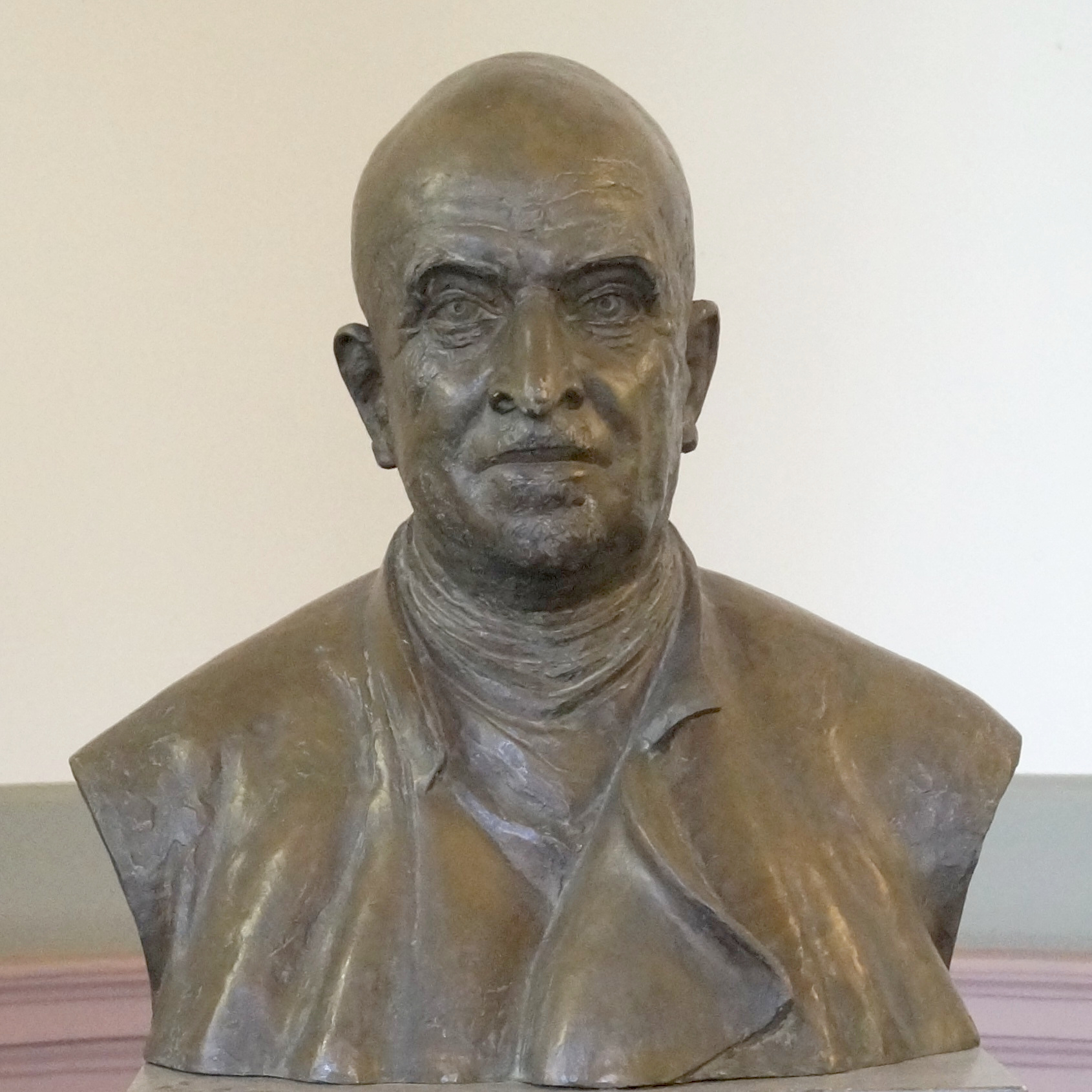
Büste von Johannes Sobotta im Anatomischen Institut der Universität Bonn

Robert Heinrich Johannes Sobotta (* 31. Januar 1869 in Berlin; † 20. April 1945 in Bonn) war ein deutscher Anatom und Begründer eines weltweit bekannten Anatomieatlanten.

## Lebenslauf
Johannes Sobotta, Sohn eines Architekten, besuchte bis 1887 das Königliche Wilhelms-Gymnasium in Berlin. Von 1887 bis 1891 studierte er Medizin an der Medizinisch-Chirurgischen Akademie für das Militär und an der Universität in Berlin. 1891 promovierte er zum Dr. med. mit dem Thema: „Über den Bau und die Entwicklung des Uterus, insbesondere beim Menschen und den Affen“. 1892 erhielt er die Approbation zum Arzt. 1891 wurde Sobotta zunächst Volontärassistent und dann von 1892 bis 1895 3. und 2. Assistent von Wilhelm von Waldeyer am I. Anatomischen Institut der Universität Berlin. Von Februar bis Oktober 1895 hielt er sich zu einem Forschungsaufenthalt an der Zoologischen Station in Neapel auf. 1895 bis 1899 war Sobotta Prosektor der Histologie am Institut für vergleichende Anatomie, Embryologie und Mikroskopie der Universität Würzburg (auf Ruf Albert von Köllikers). 1895/96 erfolgte die Habilitation Sobottas in Würzburg. In Würzburg war er von 1899 bis 1912 Prosektor für „Anatomie und Anthropotomie“, wobei er 1903 zunächst zum außerordentlichen und dann 1912 zum ordentlichen Professor für topographische Anatomie ernannt wurde. Sobotta führte in Würzburg die Präpariermethode nach Waldeyer und die Mikrofotografie ein. Hier entstanden auch seine Arbeiten zur Säugetierembryologie, zum von ihm erstmals beschriebenen Gelbkörper sowie seine Lehrbücher.
1916 wurde Sobotta Ordinarius und Direktor des Anatomischen Instituts Königsberg. Ab 1919 war Sobotta dann schließlich Ordinarius und Direktor des Anatomischen Instituts Bonn (Nachfolger von Robert Bonnet). Ab 1924 war er Mitglied des Herausgeberkollegiums der „Zeitschrift für mikroskopisch-anatomische Forschung“. 1926 erfolgte die Aufnahme in die Deutsche Akademie der Naturforscher Leopoldina. Außerdem war Sobotta Assistenzarzt I. Klasse der Landwehr II, aber offenbar nie im Kriegseinsatz. 1935 emeritierte Sobotta. Im Jahr 1944 wurde ihm die Goethe-Medaille für Kunst und Wissenschaft verliehen.

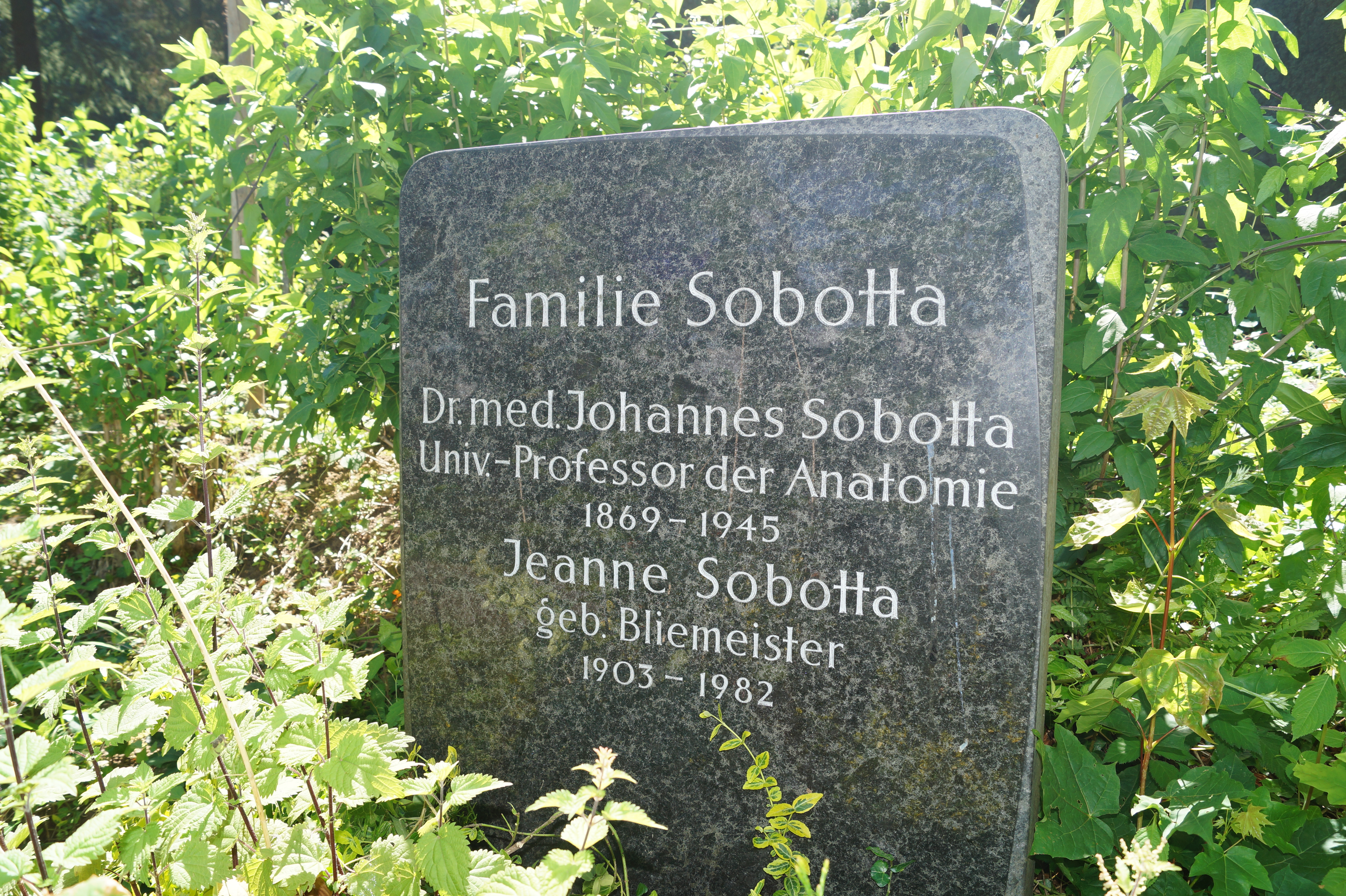
Grabstein auf dem Poppelsdorfer Friedhof

Sobottas Grabdenkmal ist auf dem Poppelsdorfer Friedhof in Bonn erhalten. Seit November 2000 erinnert der Sobottaweg entlang der Gebäude des Anatomischen Instituts der Universität Bonn in Poppelsdorf an ihn.

## Herausgabe Anatomie-Atlas
Der Atlas der Anatomie von Sobotta in drei Bänden, meist kurz „Anatomieatlas“ genannt, ein Standardwerk der Medizin, bietet seit Anfang des 20. Jahrhunderts eine Mischung aus realistischem und erklärendem Atlas. Die erste Auflage erschien in drei Teilen zwischen 1904 und 1907 beim J. F. Lehmanns Verlag in Würzburg, ebenso die folgenden elf Auflagen bis 1944. Die Übersetzung von Sobottas Anatomie-Atlas ins Englische sowie die Herausgabe der ersten beiden US-amerikanischen Ausgaben dieses Werkes („Atlas of descriptive human anatomy“) besorgte Eduard Carl Adolf Uhlenhuth (1885–1961). Nach dem Zweiten Weltkrieg erwarb der Verlag Urban & Schwarzenberg die Rechte an dem Anatomie-Atlas. Sobotta konnte für seinen Atlas hervorragende Zeichner wie Karl Hajek und Erich Lepier gewinnen. Sobotta selbst arbeitete bis zu seinem Lebensende 1945 an der fortlaufenden Verbesserung seines Werks. Nach seinem Tod erschienen zwei Auflagen weitgehend unverändert. Im Jahr 1956 übernahm Hellmut Becher, Anatom in Münster, die Weiterentwicklung des Anatomie-Atlanten. Er publizierte die 14. bis 17. Auflage. Unter den Herausgebern Helmut Ferner, Anatom in Heidelberg und Wien, und Jochen Staubesand, Anatom in Freiburg im Breisgau, wurde die 18. Auflage des Atlanten 1982 völlig umgearbeitet und in zwei Bände gegliedert. 1993 übernahmen Reinhard Putz, Anatom an der Ludwig-Maximilians-Universität München, und Reinhard Pabst, Anatom an der Medizinischen Hochschule Hannover, die Herausgabe und Weiterentwicklung des Atlanten. Die überarbeitete und wieder in drei Bänden umstrukturierte 23. Auflage des Sobotta Anatomieatlanten wurde im September 2010 von Friedrich Paulsen, Institut für Anatomie der Universität Erlangen-Nürnberg, und Jens Waschke, Lehrstuhlinhaber der Anatomie I – vegetative Anatomie der Universität München, herausgegeben, nunmehr im niederländischen Wissenschaftsverlag Elsevier, der den zu Urban & Fischer fusionierten Verlag Urban & Schwarzenberg im Jahr 2003 von der Holtzbrinck-Gruppe erwarb. 2022 haben dieselben Autoren die 25., erneut überarbeitete Auflage im Verlag Elsevier herausgebracht.(DNB 1279013850 – Katalogeintrag der Deutschen Nationalbibliothek)

Illustrationen der Ausgabe von 1906
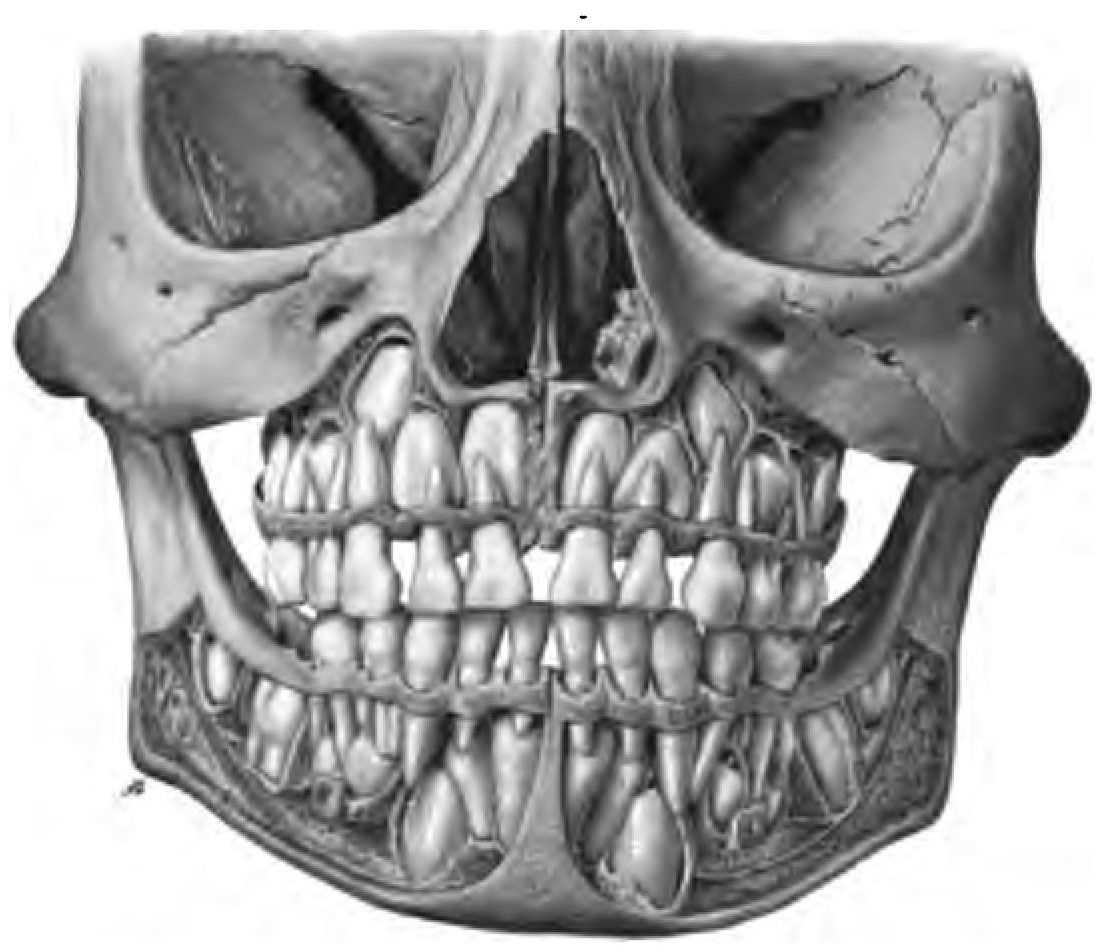
Schädel mit Milchgebiss
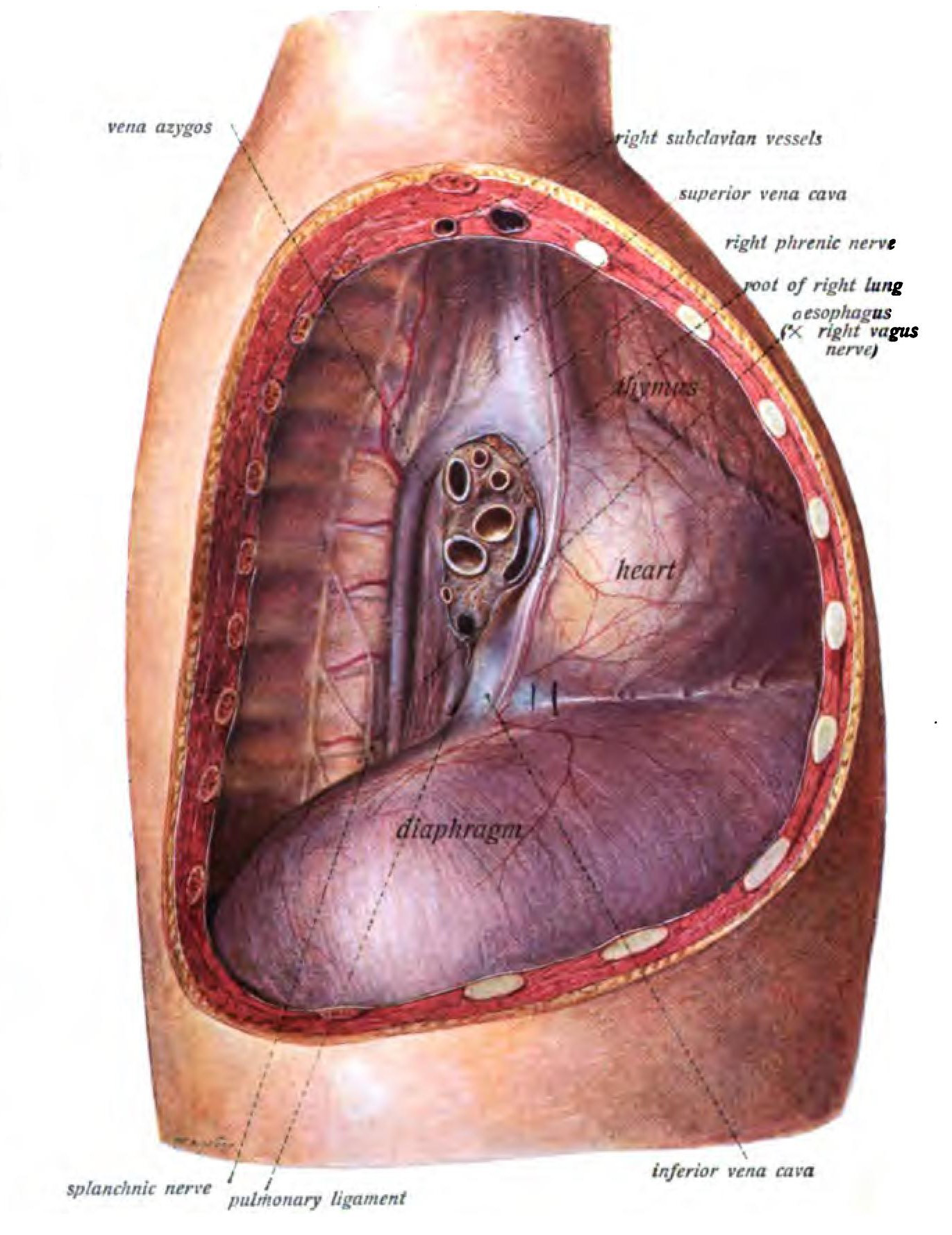
Mediastinum von rechtslateral
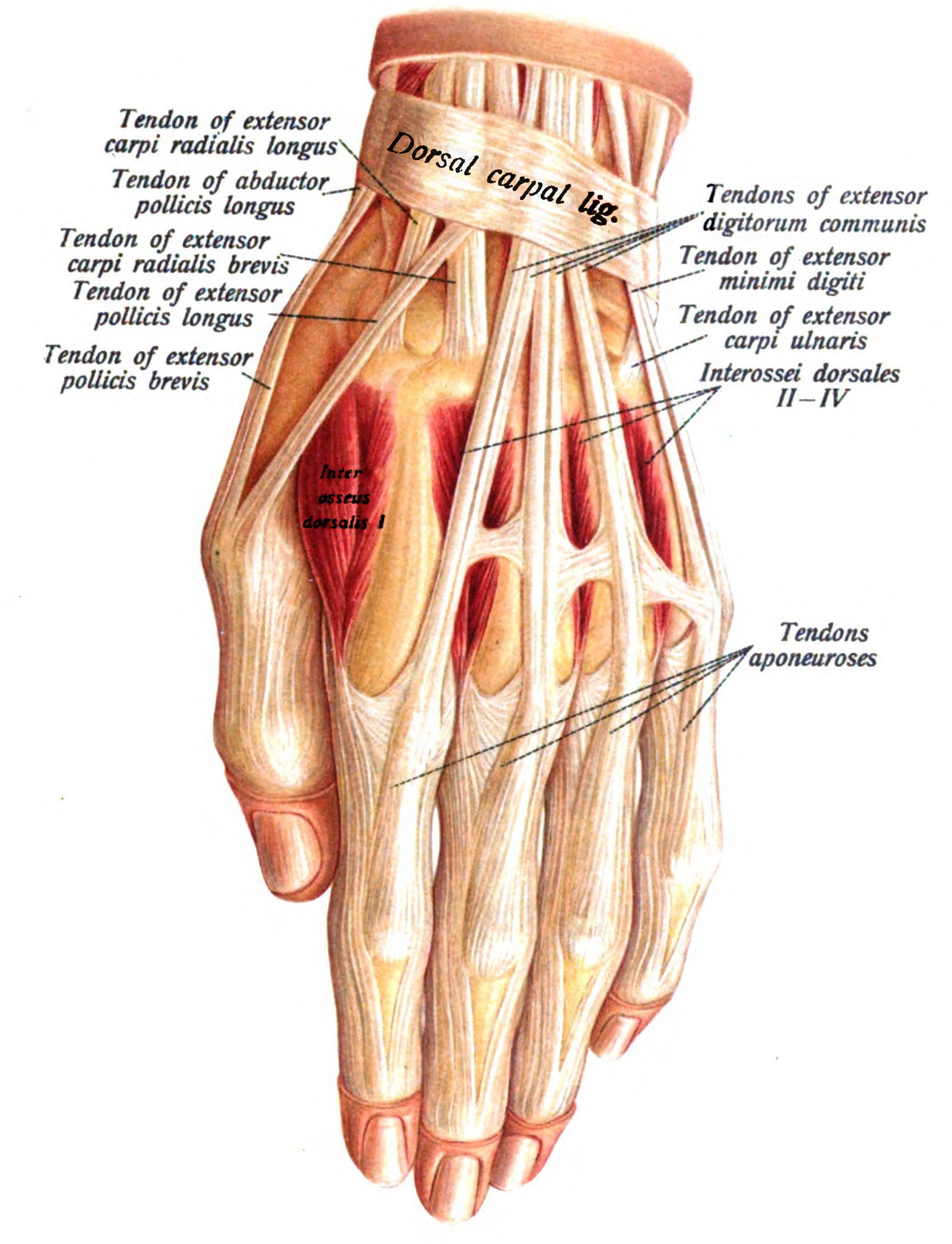
Sehnen der Hand
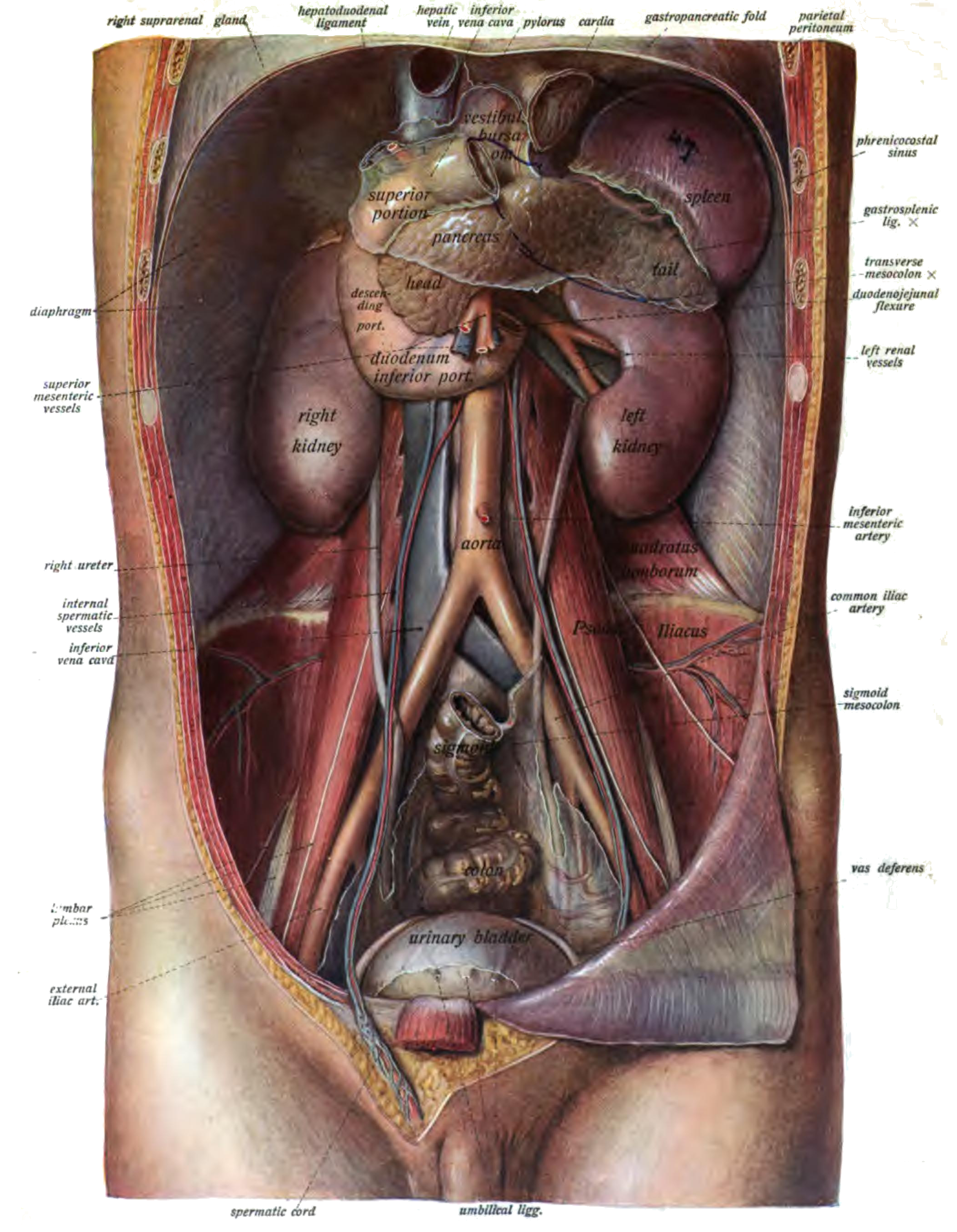
Strukturen des Retroperitonealraums
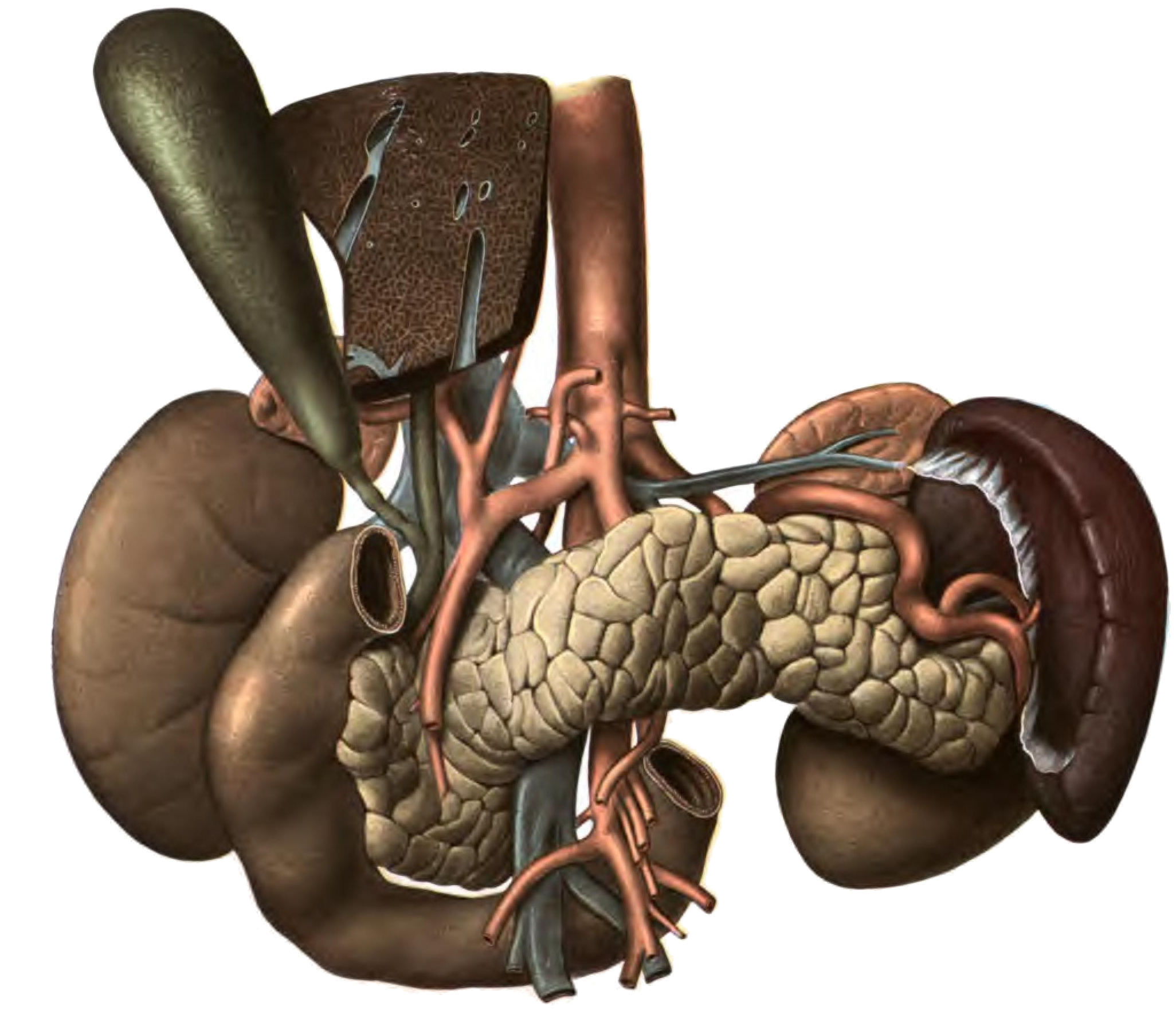
Bauchspeicheldrüse und umgebende Strukturen
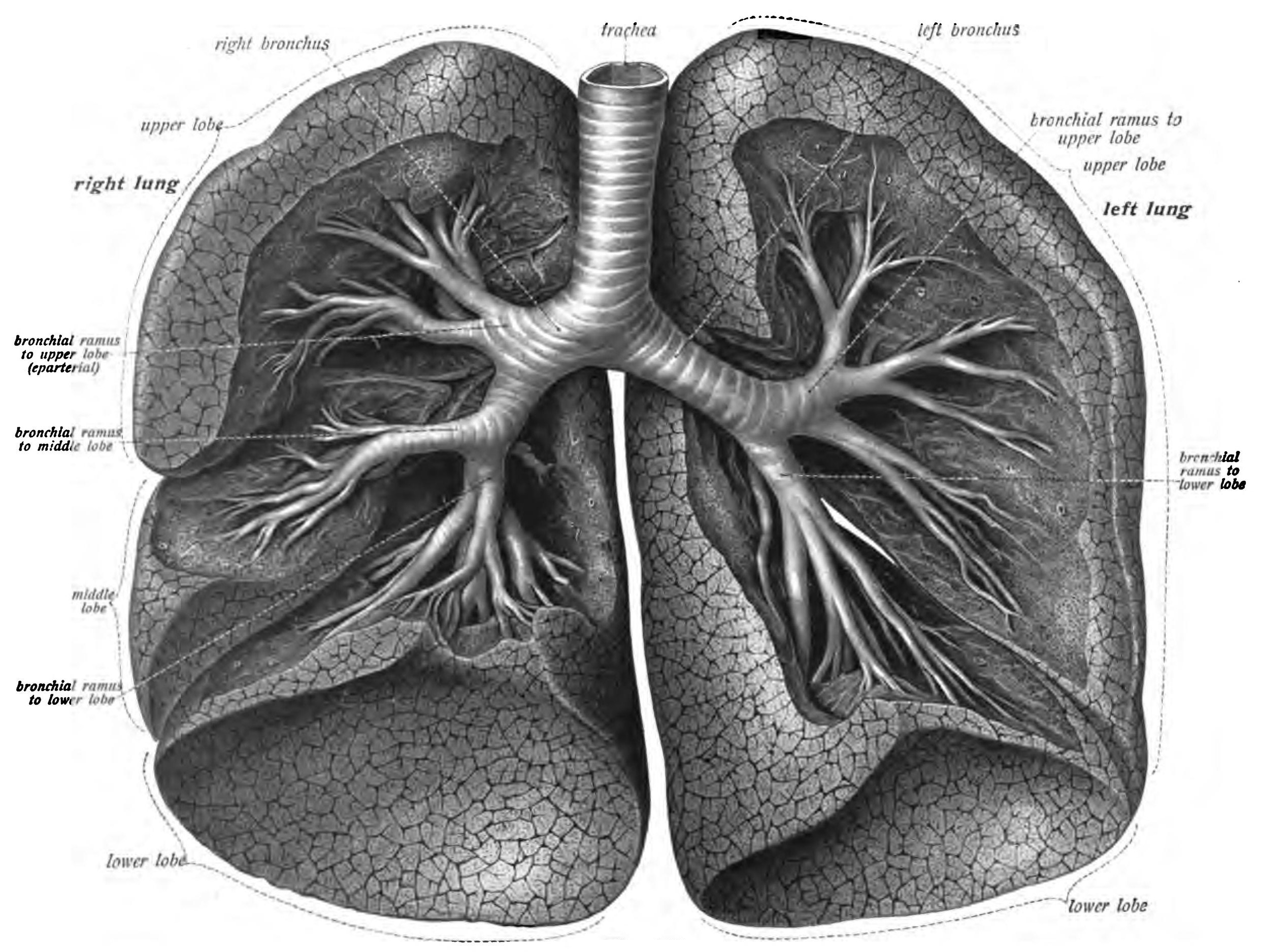
Lunge

## Wichtige Publikationen
- 1901: Atlas und Grundriß der Histologie und mikroskopischen Anatomie des Menschen. München
- 1904–1907: Atlas der descriptiven Anatomie des Menschen in 3 Bänden. München
- 1904–1907: Grundriß der descriptiven Anatomie des Menschen
- 1922: Atlas der deskriptiven Anatomie des Menschen Band 1-3 – Internet Archive
- 1926: Atlas der deskriptiven Anatomie des Menschen Band 1 – Internet Archive, Band 3 – Internet Archive